# Caridina nilotica
Caridina nilotica là một loài tôm nước ngọt trong họ Atyidae. Nó có nguồn gốc châu Phi từ sông Nile ở Ai Cập đến Hồ Sibaya, Nam Phi, và là loài tôm duy nhất trong hồ Victoria.